# 프로그스타 월드 B
프로그스타 월드 B(Frogstar World B) 행성은 은하수를 여행하는 히치하이커를 위한 안내서에 나오는 행성이다.

## 위치
프로그스타 성단의 두 번째 행성이다.

## 역사
원래 프로그스타 월드 B행성은 아주 번창한 행성이다. 그런데 어느 날부터 신발가게의 수가 천천히 아무도 알아차릴 수 없게 늘어났다. 구두가게가 늘어나면 날수록 더 많은 구두를 만들었고, 점점 구두의 질이 나빠졌다. 질이 나빠질수록 사람들은 구두를 자주 사게 되었다. 그렇게 신발 가게들은 늘어만 갔고, 신발 파동 수평선을 넘었다. 이 시점이 되자 신발가게 이외의 다른것을 만드는 것이 경제학 적으로 불가능 해졌다. 그 결과로 이 행성은 파국과 폐허,기근이 덮쳐왔고, 인구의 대부분이 죽어 버렸다.

## 생명체
여기에 살던 지적 생명체들은 적절한 유전적 불안정성을 가진 소수의 생명체들만 살아남았다. 그들은 새로 변해서 살아가고 있다.

## 특이점
모든 관점 보텍스가 세워져 있다.